# Stadtpark (Neumünster)
Der Stadtpark Neumünster ist eine 1864 angelegte Grünfläche im Stadtteil Gartenstadt der schleswig-holsteinischen Stadt Neumünster. Die Parkanlage liegt zwischen Carlstraße und Hansaring und ist ca. 9,2 Hektar groß. 

## Geschichte
1864 erfolgte die Anpflanzung eines Forsts durch Carl Geerdts; 1906 die Umgestaltung durch Wilhelm Hennings in einen landschaftlichen Waldpark mit geschwungener Wegeführung, Baumgruppen, Lichtungen und Rhododendren. Der Gedenkstein für Carl Geerdts wurde 1894 errichtet. Der Park und das Geerdts-Denkmal sind eingetragene Kulturdenkmale.